# Albrekt av Mecklenburg
För andra betydelser, se Albrekt av Mecklenburg (olika betydelser).
Albrekt av Mecklenburg (tyska: Albrecht III. von Mecklenburg), född cirka 1338 i Mecklenburg, död 1 april 1412 i Doberan i Mecklenburg, var kung av Sverige mellan 1364 och 1389 och hertig av Mecklenburg-Schwerin mellan 1379 och 1412. Han var son till hertig Albrekt II och den svenska prinsessan Eufemia Eriksdotter och med honom infördes obotrithövdingen Niklots furstehus (även kallat Mecklenburgska ätten) i den svenska regentlängden.
Albrekt var kung av Sverige 1363/1364 till 1389 då han avsattes (han abdikerade formellt först 1405). Han var även hertig av Mecklenburg som medregent från 1379 då fadern dog och som regent från 1384 efter brodern Henriks död. Först 1395, då Albrekt frigivits ur drottning Margaretas fångenskap, kunde han personligen återvända till Mecklenburg och ta upp styret där. Som herre av Mecklenburg är hans korrekta benämning furst Albrekt III av Mecklenburg och hertig Albrekt II av Mecklenburg och Schwerin.

## Blir till svensk kung

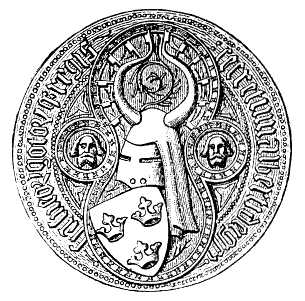
Ett av Albrekt av Mecklenburgs kungliga sigill

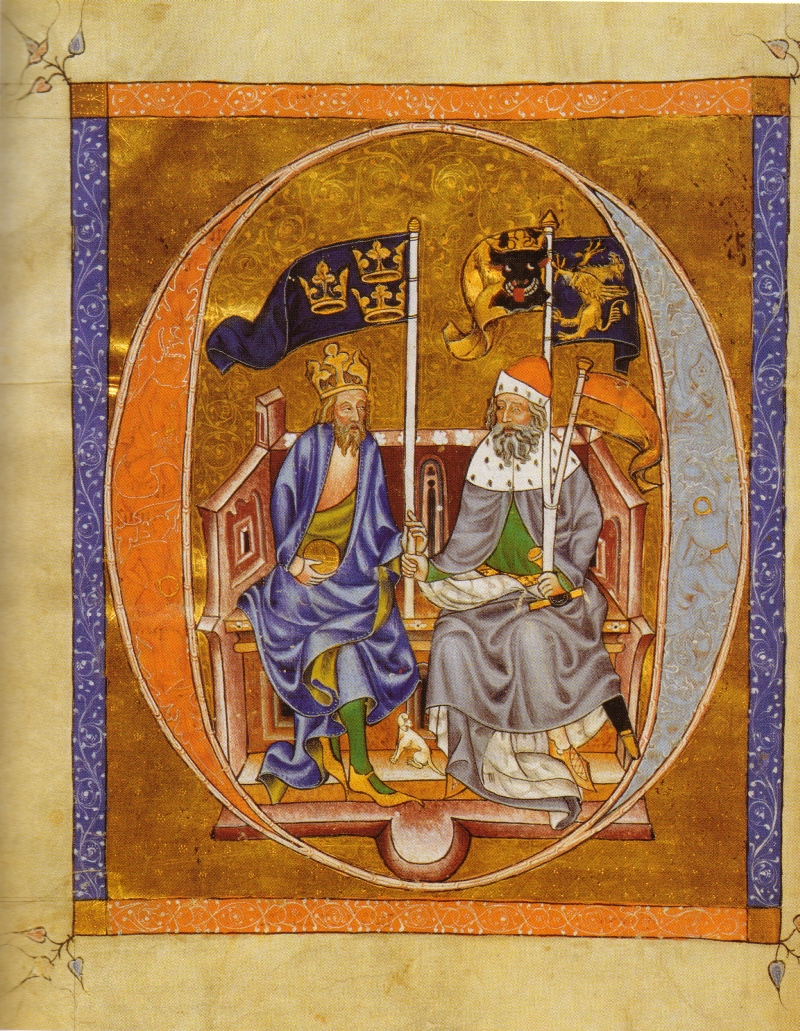
Albrekt av Mecklenburg (vänster), med sin far (höger), från målning i Mecklenburgsk krönika. Albrekt avbildats med Sveriges tre kronor medan fadern också håller i Mecklenburgs vapen.

Albrekt var andre sonen till hertig Albrekt den store av Mecklenburg och den svenske kungen Magnus Erikssons syster Eufemia. Albrekt stod så att säga i tur som arvtagare av Sveriges krona om kung Magnus och hans son Håkan Magnusson skulle dö. Dessutom kan hertigarna av Mecklenburg enligt vissa källor, med vaga grunder, ha härstammat från Sverkerska ätten via Kristina av Mecklenburg, som i så fall skulle varit dotter till Sverker den yngre.
Bakgrunden till upproret mot Magnus Eriksson är en snårig historia. I korthet kan nämnas att Magnus son Håkan Magnusson, kung av Norge, helt sonika lät fängsla sin far beroende på att Magnus inte ville acceptera fredsfördraget vid Greifswald 1361, då Magnus menade att de svenska sändebuden överskridit sina befogenheter. I februari 1362 blev Håkan formellt vald till svensk kung vid Mora sten men kort därefter förlikades far och son och de samregerade Sverige, där Håkan fick sin del av Sverige (området för Skara stift). Under tiden fördes ett kort krig mot Danmark och Valdemar Atterdag men fredsförhandlingar påbörjades hösten 1362. Under dessa förhandlingar valde Håkan att äkta Valdemars dotter Margareta. En anledning till detta kan ha varit för att återfå Skåne. Dock hade de svenska stormännen å Håkans vägnar redan ingått en förlovning med Elisabet av Holstein, en förlovning som nu bröts. Protester utbröt bland stormännen, och situationen eskalerade till ett mer eller mindre öppet uppror. Även den Heliga Birgitta gav luft åt sitt missnöje med Magnus. Till följd härav drevs flera av de ledande stormännen i landsflykt 1363 av kung Magnus.
De förvisade stormännen, med drotsen Bo Jonsson (Grip) i spetsen, drog till norra Tyskland, vände sig där till hertig Albrekt den store av Mecklenburg och erbjöd den svenska kronan åt dennes son Albrekt d. y. Albrekt d. ä. gick till slut med på att låta rådsaristokratin sitta med vid styret om de stödde hans maktövertagande i Sverige. Tyskarna landsteg i Sverige med 1 600 man, riddare, väpnare och svenner. De vandrade norrut utan att möta större motstånd och de tyskvänliga städerna Stockholm och Kalmar gav sig utan större blodsspillan. I november 1363 hyllades Albrekt d. y. i Stockholm. Magnus avsattes och flydde till Norge, och den 18 februari 1364 valdes Albrekt formellt till svensk kung vid Mora stenar. De av Magnus landsförvisade stormännen belönades och gavs olika högre poster av Albrekt.
Albrekt av Mecklenburg var den förste kungen att använda tre kronor som riksvapen. Han ansåg att han inte kunde använda den tidigare riksymbolen, den avsatte folkungens lejon, men inte heller sitt fädernevapen, ett krönt svart tjurhuvud eftersom detta fördes av hans far som var regerande hertig av Mecklenburg. Frågan måste ha varit brännande: kungens vapen skulle inte bara vara rikets samlande symbol och officiella besittningsmärke; dess förekomst i sigill hade dessutom en avgörande juridisk betydelse, eftersom en utfärdad urkunds rättsliga verkan berodde på dess sigillering. Sigillet i sig kan inte förmedla vilka färger som Albrekt valde till sitt nya vapen. Först i en rimkrönika, som Ernst von Kirschberg påbörjade 1378, syns att kronorna var i guld, ställda i ett blått fält med röda smaragder (dvs de Mecklenburgska färgerna rött, blått och gult). Med dessa färger är vapnet alltjämt i bruk. I gällande lag om rikets vapen kallas det lilla riksvapnet.
1365 återvände Magnus jämte sonen Håkan Magnusson till Sverige med en norsk här samt en styrka med Magnus-trogna svenskar. Vid Gata skog i närheten av Enköping blev Magnus och Håkan besegrade av tyskarna, varvid Magnus tillfångatogs av Albrekt.
Kung Albrekt stöddes förutom av sin far även av flera nordtyska furstar samt av hansestäderna. På kung Håkans sida slöt nu danske kung Valdemar Atterdag upp. Mecklenburgarna fick även en svår fiende i den svenska allmogen som ogillade det tyska inflytandet. Delar av allmogen reste sig och understödde Håkan, och för Albrekt blev läget kritiskt sedan Håkan med en här lägrat sig på Norrmalm vid Stockholm 1371. Men med de svenska stormännens hjälp lyckades Albrekt försvara sin ställning, sedan stormännen först avtvingat honom en kungaförsäkran som ökade deras inflytande och kraftigt reducerade Albrekts egen makt. På detta sätt kom en fred till stånd, genom vilken Magnus frigavs mot att en dryg lösesumma utbetalades till Albrekt.
Den kungaförsäkran Albrekt blev tvungen att avlägga innebar att han skulle följa rådets beslut i alla viktiga frågor. När en plats i rådet blev ledig skulle de andra rådsherrarna välja en efterträdare bland infödda svenska män. Svenska män skulle också utnämnas som fogdar på rikets slott.
Nu var det svenska riket delat. Riksråden hade år 1371 slutit fred med kung Håkan. Håkan fick hela Skara stift, resten stod sedan år 1374 under drotsen Bo Jonsson (Grip)s ägande. Albrekt var fortfarande formellt sett kung av Sverige men i praktiken styrde han endast över Stockholm och några kungsgårdar.
Albrekt tvingades ständigt ge efter för adelns vilja, och förödmjukelsen förvärrades genom hånfulla påminnelser från adeln om den kärlek som Sveriges folk hade visat honom genom att välja honom till kung. I en ny försäkran som Albrekt tvingades avge år 1383 fick han tala om hur han "ur sitt hjärta avlägsnat all osämja, misstro och tvedräktsanda mellan Oss och Våra rådgivare, särskilt mellan Oss och Oss älskelige Bo Jonsson". Med "obegränsad tilltro" tyr sig Hans Maj:t till sitt rikes råd och "vill i alla ärenden följa dess vilja och mening".

## Avsatt som svensk kung

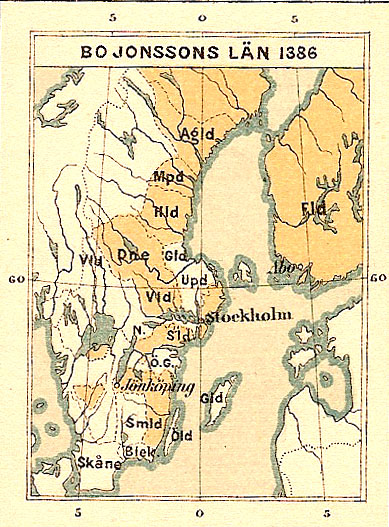
Historisk karta över Bo Jonsson Grips län 1386

Albrekt var numera totalt beroende av rådet och dess mäktigaste man, drotsen Bo Jonsson (Grip), och Albrekts olika försök att sätta en gräns för stormännens expansion och växande inflytande över makten i Sverige omintetgjordes.
Efter drotsen Bo Jonssons död 1386 gjorde kungen likväl ett försök att återställa kungamakten. Han ville göra sig till förmyndare för Bo Jonssons barn och änka Margareta Dume samt sägs ha övervägt en reducering, indragning, av adelns gods. Många stormän började känna sig hotade av Albrekts ambitioner att begränsa adelns makt. I Vadstenaklostrets diarium för år 1365 finns antecknat: "Då kom rovfåglarna och slog sig ner på bergstopparna, ty tyskarna tyranniserade landet i många år".
För att hindra Albrekts reduktion av gods vände sig de stormän som Bo Jonsson hade utnämnt till verkställare av hans testamente, till drottning Margareta i Danmark med bön om hjälp. Albrekt for över till Tyskland och hämtade en tysk här medan Margareta lät danskar landstiga i Sverige. Enligt sägnen skulle Albrekt ha ansett det nästan under sin värdighet att slåss med "Kung byxlös", som han kallade Margareta. Han påstås ha skickat till henne en alnslång brynsten med hälsningen att hon borde vässa sina nålar och saxar i stället för att regera. I slaget vid Åsle i februari 1389 i närheten av Falköping besegrades och tillfångatogs Albrekt jämte sin son Erik av Margaretas trupper. Margareta ska nu, enligt sägnen, ha hämnats Albrekts tidigare hån. Hon påstås ha låtit klä honom i en narrkåpa, som var 15 alnar i vidd, samt pryda hans huvud med en hätta försedd med ett 19 alnar långt släp. Och som påminnelse om att han en gång begärt henne till gemål lär hon ha lagt honom i sin säng – men bunden till händer och fötter.
I Stockholm fortsatte dock de tyska borgarna – som stöttade Albrekt – med ett envist motstånd, och slöt sig samman till ett sällskap som kallade sig hättebröder som ska ha trakasserat svenskarna i staden. Albrekts vänner bland furstarna och städerna i Mecklenburg ansatte också hans tidigare svenska undersåtar så länge han satt fången. De utrustade en mängd kapare som undsatte deras landsmän i Stockholm med livsmedel, försökte befria Albrekt ur fångenskapen, hemsökte Nordens kuster och bedrev sjöröveri.
Far och son frisläpptes 1395 mot villkor att efter tre år antingen betala en dryg penningsumma eller överlämna Stockholm till Margareta. Till följd av detta fördrag tog Margareta Stockholm i besittning 1398. Några år därefter upphörde också de tyska sjörövarnas härjningar.
Kung Albrekt tillbringade drygt sex år i Margaretas fångenskap, från 24 februari 1389 till 26 september 1395. Väl fri begav sig Albrekt till Mecklenburg, där han 1384 efterträtt sin äldre bror Henrik såsom hertig men hans anhängare, de så kallade vitalianerna, intog Gotland och höll sig kvar där till 1398, då ön intogs av Tyska orden. Mot penningersättning förmåddes Albrekt och Tyska orden att avstå ön, och ön överlämnades 1408 till den nordiska unionskungen Erik av Pommern. Albrekt dog 1412 och begravdes i klosterkyrkan i Doberan i Mecklenburg.

## Äktenskap och barn
Albrekt gifte sig 1359 med Rikardis av Schwerin (död 1377), ett äktenskap vars kontrakt upprättats i Wismar redan 12 oktober 1352. Paret fick följande barn:
1. Erik (omkring 1365–1397), svensk kronprins och herre av Gotland
2. Rikardis Katarina (omkring 1370/1372–1400), gift i Prag 1388 med kejsarens yngre son Johan av Böhmen (1370–1396), markgreve av Mähren och hertig av Görlitz (Lausitz)

Albrekt gifte om sig i Schwerin 12–13 februari 1396 med Agnes av Braunschweig-Lüneburg (död 1430/1434). Paret fick följande barn:
1. Albrekt V av Mecklenburg (död 1423), hertig av Mecklenburg och Schwerin

### Fotnoter
1. ↑  Larsson, Lars-Ove (2000). ”Medeltiden” (på Svenska). Vem är vem i svensk historia. Prisma. sid. 13. ISBN 91-518-3427-8. Läst 26 maj 2011.  ”Albrekt av Mecklenburg ca 1340–1412, kung 1364–1389”
2. ↑  Den svenska historien (del 2 av 15 band) Bonniers ISBN 91-0-042663-6 Huvudförfattare professor Sten Carlsson och professor Jerker Rosén
3. 1 2  Carl Grimberg. ”186 (Svenska folkets underbara öden / X. Supplement I)”. runeberg.org. https://runeberg.org/sfubon/10/0198.html. Läst 4 augusti 2023.
4. ↑  Carl Grimberg. ”425 (Svenska folkets underbara öden / I. Forntiden och medeltiden intill 1521)”. runeberg.org. https://runeberg.org/sfubon/1/0427.html. Läst 4 augusti 2023.
5. 1 2  Carl Grimberg. ”427 (Svenska folkets underbara öden / I. Forntiden och medeltiden intill 1521)”. runeberg.org. https://runeberg.org/sfubon/1/0429.html. Läst 4 augusti 2023.
6. 1 2  Carl Grimberg. ”428 (Svenska folkets underbara öden / I. Forntiden och medeltiden intill 1521)”. runeberg.org. https://runeberg.org/sfubon/1/0430.html. Läst 4 augusti 2023.

### Allmänna
- Albrekt af Mecklenburg i Nordisk familjebok (andra upplagan, 1904)
- Den svenska historien: Medeltid 1319-1520. Bonniers (1966), sid. 74–83.